# Lars Olden Larsen
Lars Olden Larsen (* 17. September 1998) ist ein norwegischer Fußballspieler.

## Karriere

### Verein
Larsen begann seine Karriere beim Årvoll IL, bei dem er ab 2014 auch in der Kampfmannschaft spielte. Im selben Jahr wechselte er in die Jugend von Vålerenga Oslo. Dort rückte er zur Saison 2017 in den Kader der Reserve, für die er zu sieben Einsätzen in der PostNord-Ligaen kam. Zudem stand er im April 2017 erstmals im Kader der Profis, für die er allerdings nie zum Einsatz kommen sollte. Zur Saison 2018 schloss er sich dem Drittligisten KFUM Oslo an. In seiner ersten Saison bei KFUM kam er zu 26 Drittligaeinsätzen und stieg mit dem Verein zu Saisonende in die 1. Division auf. Im März 2019 debütierte er daraufhin in der zweithöchsten Spielklasse. In der Saison 2019 kam er insgesamt zu 26 Zweitligaeinsätzen, in denen er neun Tore erzielte.
Zur Saison 2020 wechselte Larsen zum Erstligisten Mjøndalen IF. Dort debütierte er im Juni 2020 gegen Stabæk Fotball in der Eliteserien. In seiner ersten Spielzeit in der höchsten norwegischen Spielklasse kam der Flügelstürmer zu 28 Einsätzen, in denen er ohne Torerfolg blieb. In der Saison 2021 absolvierte er alle 30 Saisonspiele und machte dabei acht Tore. Mit Mjøndalen stieg er zu Saisonende allerdings aus der Eliteserien ab. Daraufhin wechselte Larsen im Februar 2022 nach Russland zum Erstligisten FK Nischni Nowgorod. Für Nischni Nowgorod kam er zu drei Einsätzen in der Premjer-Liga, ehe er sich Mitte März 2022 nach dem russischen Überfall auf die Ukraine freistellen ließ. Kurz darauf wechselte Larsen leihweise nach Schweden zum BK Häcken. Mit dem Klub gewann er in der Spielzeit 2022 erstmals in der Vereinsgeschichte in den schwedischen Meistertitel, dabei erzielte er in 19 Meisterschaftsspielen vier Tore. Auch in der folgenden Spielzeit war er bis zum Sommer mit fünf Saisontoren erfolgreich, ehe im Juni 2023 das Leihgeschäft auslief. Danach wechselte Larsen zu NEC Nijmegen. Von dort wurde er im Sommer 2024 erneut bis Ende des Jahres an den BK Häcken verliehen.

### Nationalmannschaft
Larsen spielte im April 2016 viermal für die norwegische U-18-Auswahl. Im Juni 2019 kam er zweimal für die U-21-Mannschaft zum Einsatz.

## Erfolge
BK Häcken
- Schwedischer Meister: 2022
- Schwedischer Pokalsieger: 2023